# 千葉涼子
千葉 涼子（ちば りょうこ、旧姓・碓井〈うすい〉、1980年4月21日 - ）は、日本将棋連盟所属の女流棋士。富山県中新川郡上市町出身、桜井昇八段門下。女流棋士番号は17（2011年3月31日までの旧番号は35）。夫は将棋棋士の千葉幸生。

## 棋歴
- 1993年8月 奨励会6級で入会
- 1994年 女流育成会入会
- 1996年度 レディースオープントーナメント'96 準優勝
- 1998年度
  - 第6期大山名人杯倉敷藤花戦 ：挑戦（清水市代に1-2で敗退）
  - 第25期女流名人位戦 ：挑戦（清水市代に1-3で敗退）
- 1999年度 第10期女流王位戦 ：挑戦（清水市代に1-3で敗退）
- 2000年度
  - 第11期女流王位戦 ：挑戦（清水市代に0-3で敗退）
  - 第5回鹿島杯女流将棋トーナメント 優勝
- 2001年 奨励会2級で退会
- 2002年度 第29期女流名人位戦 ：挑戦（中井広恵に2-3で敗退）
- 2004年度 第31期女流名人位戦 ：挑戦（清水市代に1-3で敗退）
- 2005年6月 第27期女流王将戦で中井広恵を3-0で破り、7回目の挑戦で初タイトルを獲得。
- 2006年6月 第28期女流王将戦で中井広恵を3-2で破り、タイトル防衛。
- 2007年6月 第29期女流王将戦で清水市代に1-3で敗れ、タイトル失冠。

## 人物・エピソード
- 石橋幸緒、矢内理絵子と共に、2000年代中盤にいずれも女流タイトルを取るなど「花の80年生まれ・若手3羽ガラス｣と呼ばれていた。
- 奨励会への入会は自らの意思であり入会金を父親に借りるほどであった。のちに女流棋士の対局料で全額返済したという[1]。奨励会には千葉（当時旧姓・碓井）のほかに矢内理絵子、竹部さゆり（当時旧姓・木村）が同時期に入会を果たし、女性3人の奨励会入会は当時話題となった[2]。
- 2003年から2005年までの3年間、NHK杯の聞き手を務めた[1]。

## 棋風
居飛車党。

## 昇級・昇段履歴
- 1994年00月00日： 女流育成会入会
- _ _同年10月01日： 女流2級（1994年度前期女流育成会 成績1位・13勝1敗）[3]
- 1996年04月01日： 女流1級（倉敷藤花戦ベスト8／第3期倉敷藤花戦）[4]
- 1996年10月21日： 女流初段（棋戦準優勝／レディースオープントーナメント'96）[5]
- 1998年10月16日： 女流二段（タイトル挑戦／第6期倉敷藤花戦）[6]
- 2002年04月25日： 女流三段（勝数規定／女流二段昇段後90勝）[7]
- 2011年04月21日： 女流四段（勝数規定／女流三段昇段後120勝）[8]

## 主な成績

### 獲得タイトル
- 女流王将 2期（2005年(第27期）- 2006年度）

登場回数 9回、タイトル獲得 合計2期 

### その他の棋戦
- 第5回鹿島杯女流将棋トーナメント 優勝

### 年度別成績
- 2024年度 - 27局 12勝15敗（勝率0.4444）[9]

通算成績
- 2024年度 - 739局 433勝306敗（勝率0.5859）〈2025年3月31日対局分まで〉[10]
- 女流通算400勝 - 2022年10月31日達成（400勝270敗）[11]

「男性棋戦」通算成績
- 2024年度 - 13局 0勝13敗（勝率0.0000）〈2025年3月31日対局分まで〉[10]